# Anatoli Grigorjewitsch Iwanow
Anatoli Grigorjewitsch Iwanow (russisch Анатолий Григорьевич Иванов; * 17. März 1936; † 21. April 2000) war ein sowjetischer bzw. russischer Schauspieler.

## Biografie
Iwanow war der Sohn der Opernsängerin Natalja Iwanowna Kisselewskaja (1906–1964). Er schloss 1958 seine Ausbildung an der Schtschukin-Theaterhochschule ab und war danach zwei Jahre am Moskauer Puschkin-Theater beschäftigt. Von 1966 bis 1987 trat Iwanow am Gogol-Theater in der sowjetischen Hauptstadt auf. Zu seinen weiteren Beschäftigungsstätten gehörte das Nationalen Dramatischen Theaters „Lessja Ukrajinka“.
Noch während seiner Ausbildung trat Iwanow auch im Film auf und spielte im 1958 erschienenen Drama Рождённые бурей (Roschdjonnyje burei, Die Sturmgeborenen) eine der Hauptrollen. Die produktivste Phase des dunkelhaarigen Mimen waren die 1960er Jahre. Zu seinen letzten Projekten gehörte der sowjetisch-französische Abenteuerfilm Одиссея капитана Блада (Odisseja kapitana Blada, 1991), im postsowjetischen Russland spielte Iwanow nur noch in zwei Filmen mit. Er gab oftmals Militärangehörige, z. B. Alexander Ostermann-Tolstoi in Krieg und Frieden (1967). Im Fernsehspiel Мораль Леонардо (Moral Leonardo, 1987) porträtierte Iwanow Franklin D. Roosevelt.
Am 26. Januar 1976 wurde ihm der Titel Verdienter Künstler der RSFSR verliehen.

## Filmografie (Auswahl)
- 1960: Das fliegende Schiff (Letajuschtschi korabl)
- 1961 Der Amphibienmensch (Tschelowek-amfibija)
- 1962: Umwege zum Glück (Artist is Kochanowki)
- 1965: Schneesturm (Metel)
- 1967: Krieg und Frieden – Teil 4 (Woina i mir)
- 1971: Die Zauberin (Olesja)
- 1985: Tag des Zorns (Den gnewa)
- 1985: Schlacht um Moskau (Bitwa sa Moskwu)